# 拉鲁克西耶尔
拉鲁克西耶尔（法語：La Rouxière，法語發音：[la ʁuksjɛʁ]）是法国大西洋卢瓦尔省的一个旧市镇，属于沙托布里扬-昂斯尼区。2016年1月1日起，拉鲁克西耶尔和相邻的另外3个市镇合并为新市镇卢瓦罗克桑斯（Loireauxence）。

## 地理
拉鲁克西耶尔（47°26'34"N, 1°4'4"W）面积20.96 平方千米，位于法国卢瓦尔河地区大区大西洋卢瓦尔省，该省份为法国西北部沿海省份，位于布列塔尼半岛东南部，北起伊勒-维莱讷省，西北接莫尔比昂省，西临大西洋，南至旺代省，东临曼恩-卢瓦尔省。
与拉鲁克西耶尔接壤的市镇（或旧市镇、城区）包括：贝利涅、莫米松、卢瓦尔河畔韦尔、拉罗什布朗什、卢瓦罗克桑斯。
拉鲁克西耶尔的时区为UTC+01:00、UTC+02:00（夏令时）。

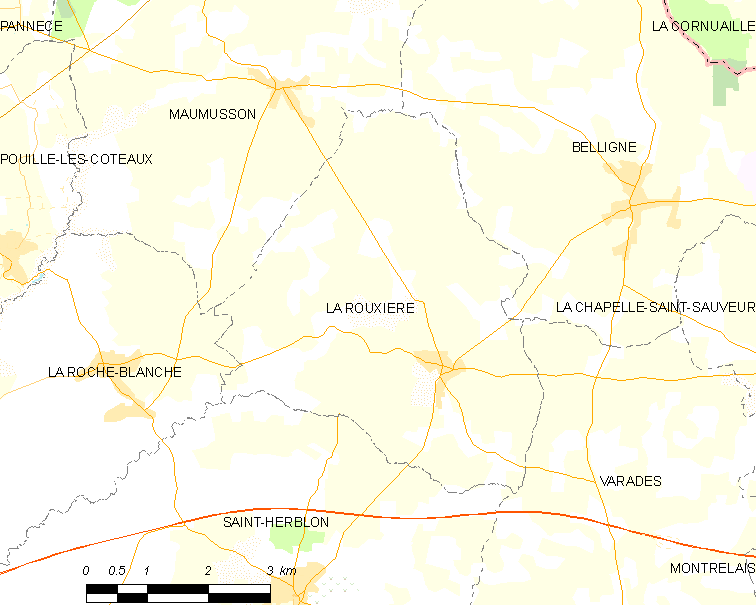
拉鲁克西耶尔的OSM定位图

## 行政
拉鲁克西耶尔的邮政编码为44370，INSEE市镇编码为44147。

## 政治
拉鲁克西耶尔所属的省级选区为昂斯尼-圣热雷翁县。

## 人口

1962-2008年间拉鲁克西耶尔人口变化图示

拉鲁克西耶尔于2018年1月1日时的人口数量为1171人。